# Ship Simulator
Ship Simulator je počítačová hra, simulující lodě. Vyvinula jej nizozemská firma VSTEP a distribuuje jej Lighthouse Interactive. Simulátor nabízí možnost ovládat celou řadu různých druhů lodí včetně motorových člunů, plachetnic, vodních taxi a nákladních lodí. Nabízí viditelné poškození lodí a umožňuje kormidlovat lodě přímo z můstku.

## Ship Simulator 2006
První verze Ship Simulatoru byla vydána v roce 2006 pod názvem Ship Simulator 2006. Umožňuje hráči řídit 9 různých lodí od vodního taxi, přes kontejnerové lodě až po Titanic za různých povětrnostních podmínek. Hra obsahuje 40 misí odehrávajících se na 3 mapách: Rotterdamský přístav, Hamburský přístav a thajské ostrovy Phi Phi. V pozdější verzi hry přibyla i čtvrtá mapa obsahující Newyorský přístav. Všechny mise je potřeba dokončit co nejpřesněji s minimálním poškozením okolí. Za každou úspěšně splněnou misi hráč dostává odměnu v herní měně, kterou mu hra neudělí v případě, že přesáhne maximální povolené poškození. Hra taktéž obsahuje editor misí, který hráči umožňuje vytvořit si na jedné z dostupných map vlastní scénáře.

### Typy lodí
- Titanic
- Kontejnerová loď
- Jachta
- Remorkér
- Hlídkový člun
- Vnitrozemská kontejnerová loď
- Nákladní loď
- Vodní taxi
- Motorový člun

## Ship Simulator 2006 Add-On
Oficiální Ship Simulator 2006 Add-On byl vydán v únoru 2007. Jedná se o datadisk s 7 dalšími loděmi a dalšími funkcemi, jako je volná chůze po lodi.

### Lodě
- Výletní loď Ocean Star
- Zaoceánská nákladní loď
- Rybářský člun
- Vysokorychlostní jachta

## Ship Simulator 2008
Tato verze nově obsahuje vlny, počasí, den/noc , poškození lodě a nové lodě

### Přístavy
- San Francisco
- New York
- Solent
- Hamburk
- Rotterdam
- Marseille
- Ostrovy Phi Phi (Thajsko)

### Moře a oceány
- Atlantský oceán
- Severní moře
- Solent – anglický kanál
- Severní moře
- Středozemní moře
- Tichý oceán

### Lodě
- ADF Vermaas – velká nákladní loď.
- Arie Visser – záchranný člun.
- Fairmount Sherpa – velký remorkér.
- Freedom 90 – velké osobní vznášedlo
- Vodní skútr
- P6 – přístavní hlídková loď.
- Motorový člun
- Pride of Rotterdam – zaoceánská loď
- Red Eagle – trajekt
- Red Jet 4 – rychlý trajekt s odděleným trupem
- Titanic
- RPA-12 – další záchranářský člun
- Nákladní Tanker.
- Latitude – Ovrovský Supertanker
- VSTP7 – vodní taxi

### Hlavní rysy
- Lodě i lokace vytvořeny přesně dle skutečných předloh.
- Reálná simulace chování vodní hladiny včetně vln.
- Dynamické střídání počasí i dne a noci.
- Viditelné poškození lodí.